# Sargassum
Sargassum, nom. et typ. cons., je rod smeđih makroalgi iz reda Fucales, porodica Sargassaceae. 

## Rasprostranjenost
Vrste žive u oceanima diljem svijeta, gdje nastanjuju plitke vode i koraljne grebene. Međutim, rod je najpoznatiji po svojim planktonskim vrstama. Sargaško more u Atlantskom oceanu dobilo je ime po algi Sargassum, jer posjeduje njezine velike količine. U Jadransko moru obitava nekoliko vrsta koje je međusobno teško razlikovati (S. acinarium, S. hornschuchii, S. linifolium, S. muticum, S. vulgare).

## Izgled
Ova alga može narasti i do nekoliko metara. Boja talusa je smeđa ili tamnozelena, a sastavljen je od oblika sličnih stabljici, korijenu i listovima. Neke vrste imaju bobičaste mjehuriće ispunjene plinom, koji drže listove na površini vode da bi se mogla dogoditi fotosinteza. 